# Actinote fasciata
Actinote fasciata är en fjärilsart som beskrevs av Jordan 1913. Actinote fasciata ingår i släktet Actinote och familjen praktfjärilar. Inga underarter finns listade i Catalogue of Life.